# Dominicanenkerk (Lublin)

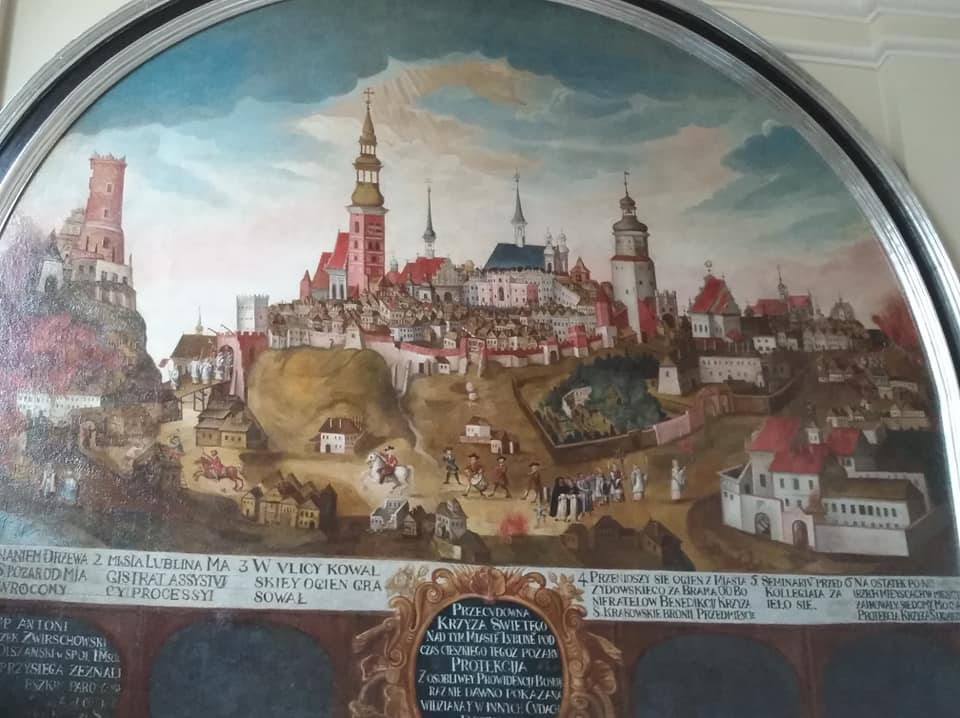
Schilderij over het Wonder van Lublin in 1719, die de goede samenwerking tussen jood en christen laat zien.Het schilderij is van een onbekende meester

De Dominicanenkerk (Pools: Kościoł Dominikanów) of  de Basiliek van Sint-Stanislaus Szczepanowski (Pools: Bazylika
św. Stanisława Biskupa Męczennika)
is een poolse Basiliek stammend uit 1342 en is gesticht door Koning Casimir III van Polen. De kerk werd in 1574 verbouwd tot een hallenkerk met zijkapellen in de stijl van de Renaissance.De kerk is nog een aantal keer verbouwd in de 17e eeuw en 18e eeuw. Het is de Kloosterkerk van de Dominicanenorde in Lublin. Naast de kerk ligt het dominicanenklooster. Verder beschikt de kerk over elf kapellen, waarvan de barokke familiekapel van de Magnatengeslacht Firlej de bijzonderste is. De koepel van deze kapel is ontworpen door beeldhouwer Jan Wolff. In de Maria-Magdalenakapel is een schilderij te vinden over de grote stadsbrand van Lublin in 1719. Bij deze brand ging een deel van de huizen in de binnenstad verloren. Het schilderij stamt uit 1740.